# 82 f.Kr.

## Händelser

### Efter plats

#### Romerska republiken
- Lucius Cornelius Sulla besegrar samnitiska allierade till Rom i slaget vid collinska porten och tar kontrollen över Rom.
- Cnaeus Pompeius skickas av Sulla att nedslå de demokratiska rebellerna på Sicilien och i Africa, medan den unge Gaius Julius Caesar är Sullas underlydande i öster.

### Efter ämne

#### Astronomi
- Aurigdkometen C/1911 N1 (Kiess) återvänder till det inre solsystemet och lämnar efter sig de dammpartiklar, som ett varv senare orsakar 1935, 1986, 1994 och 2007 års aurigidiska meteoritutbrott på jorden.

## Avlidna
- Gnaeus Papirius Carbo, romersk konsul (avrättad av partisaner trogna Sulla)
- Quintus Mucius Scaevola Pontifex, romersk politiker (mördad på order av Gaius Marius den yngre)